# Panos Cosmatos
Panos Cosmatos (1 de febrero de 1974, Roma) es un director de cine y guionista italo-canadiense. Es conocido por sus películas  Beyond the Black Rainbow  y Mandy.

## Biografía
Cosmatos nació en Italia, hijo del cineasta greco-italiano George P. Cosmatos (cuyos créditos incluyen Rambo: First Blood Part II y Cobra) y la escultora sueca Birgitta Ljungberg-Cosmatos. La familia se mudó a Victoria, Columbia Británica, a principios de los años 1980.
Cuando era niño, Cosmatos frecuentaba una tienda de vídeos llamada Video Attic. Durante estos viajes, navegaba por las secciones de terror y ciencia ficción mirando las portadas de películas que no le permitían ver, imaginándose cómo eran esas películas.
Su primera oportunidad en la industria cinematográfica fue como operador de asistencia de video de segunda unidad para la película Tombstone de su padre.
Hizo su primer largometraje, Beyond the Black Rainbow (2010), financiándolo a través de restos de DVD de Tombstone. Es un homenaje a las películas de ciencia ficción y terror de los años 1970 y principios de los 1980. Por la película recibió el premio de la Asociación de Críticos de Cine de Toronto al mejor largometraje debut en 2012.
En 2013 produjo el documental Rewind this! sobre la influencia del formato VHS en la industria cinematográfica y el mercado del vídeo doméstico en los años 1980.
En 2017, Cosmatos dirigió la película de acción y terror Mandy, producida por Legion M. La película fue protagonizada por Nicolas Cage y Andrea Riseborough. Se estrenó en el Festival de Cine de Sundance 19 de enero de 2018 y comenzó un lanzamiento cinematográfico limitado y reproducción de VOD el 14 de septiembre de 2018.
Está casado con Andrea Cosmatos.

## Temas
Cosmatos afirma que está interesado en los mecanismos de control social, nuestros propios controles personales e internos y cómo la religión afecta nuestra conciencia y la sociedad. Estas ideas filosóficas están presentes en Beyond the Black Rainbow, una película centrada en temas de represión y control de las emociones. Cosmatos retomó en parte estos temas leyendo las obras de ciencia ficción del novelista de la generación beat William S. Burroughs, libros que en general tratan sobre el control social.
El director admite que no le gustan los ideales espirituales de la New Age de los baby boomers, un tema que aborda también en Beyond the Black Rainbow. También explora el uso de drogas psicodélicas con fines de expansión mental, aunque su visión es "oscura y perturbadora", un "tipo de psicodelia que se opone directamente al viaje de paz del hongo mágico y el niño de las flores ", escribió un crítico describiendo a uno de los personajes que resultó ser un boomer:
"Veo a Arboria como algo ingenuo. Tenía las mejores intenciones de querer expandir la conciencia humana, pero creo que su ego se interpuso en eso y finalmente se convirtió en algo venenoso y destructivo. Debido a que Arboria está tratando de controlar la conciencia y controlar la mente, hay un momento de la verdad en la película donde todo comienza a desintegrarse porque deja de tratarse de su humanidad y se convierte en una meta inalcanzable. Ese es el "Arco Iris Negro": intentar alcanzar algún tipo de estado inalcanzable que, en última instancia, sea probablemente destructivo." 
El crítico de cine alemán Hauke Lehmann, C. H, Newell escribiendo en Father Son Holy Gore, y Mike Lesuer de Flood Magazine  resumen el mensaje de Cosmatos tanto en Beyond the Black Rainbow como en Mandy como que el progresismo social, las utopías políticas y culturales de la década de 1960 (representadas por el Dr. Arboria y sus planes originales con su instituto) fracasaron porque no estaban preparados todavía para lo que había más allá de las puertas de la percepción de Aldous Huxley y Timothy Leary, invitando así a la contramovimiento conservador y derechista de los años 80. Asimismo, Simon Abrams y Steven Boone de Hollywood Reporter también señalan las duras críticas de Cosmatos a la derecha conservadora estadounidense de los años 1980. Por esta razón Lehmann, en su ensayo Cine, considera a Beyond the Black Rainbow una "versión aún más avanzada" de los temas sociales y políticos que se encuentran en Easy Rider y Fear and Loathing in Las Vegas.

## Filmografía
- 2010: Beyond the Black Rainbow [23]
- 2018: Mandy [24]
- 2022: Guillermo del Toro's Cabinet of Curiosities (serie de TV - 1 episodio)[25]
- 2023: Nekrokosm [26]